# Beinwil am See
Beinwil am See is een gemeente en plaats in het Zwitserse kanton Aargau en maakt deel uit van het district Kulm.
Beinwil am See telt 2.967 inwoners.